# 拉季希夫卡 (科洛馬克區)
49°48′26″N 35°19′24″E / 49.80722°N 35.32333°E
拉蒂希夫卡（烏克蘭語：Латишівка）是位於烏克蘭東部的村莊，由哈爾科夫州博霍杜希夫區的科洛馬克市鎮負責管轄。該村始建於1825年，面積0.42平方公里，海拔高度160米，2001年人口31，人口密度每平方公里74.7人。